# Polvo serán
Polvo serán (span. für „Salziger Staub“, internationaler englischsprachiger Titel They Will Be Dust) ist ein Musikfilm von Carlos Marques-Marcet. Gemeinsam mit Coral Cruz und Clara Roquet schrieb er auch das Drehbuch. In dem mit Tanzeinlagen versehenen Film spielen Ángela Molina und Alfredo Castro ein Paar, die beide beschließen, ihrem Leben ein Ende zu setzen, nachdem sie erfahren hat, dass aufgrund einer unheilbaren Krankheit ihr Tod unausweichlich ist. Die Koproduktion von Spanien, der Schweiz und Italien feierte im September 2024 beim Toronto International Film Festival ihre Premiere, wurde hier mit dem Platform Award ausgezeichnet und kam Mitte November 2024 in die spanischen Kinos.

## Handlung

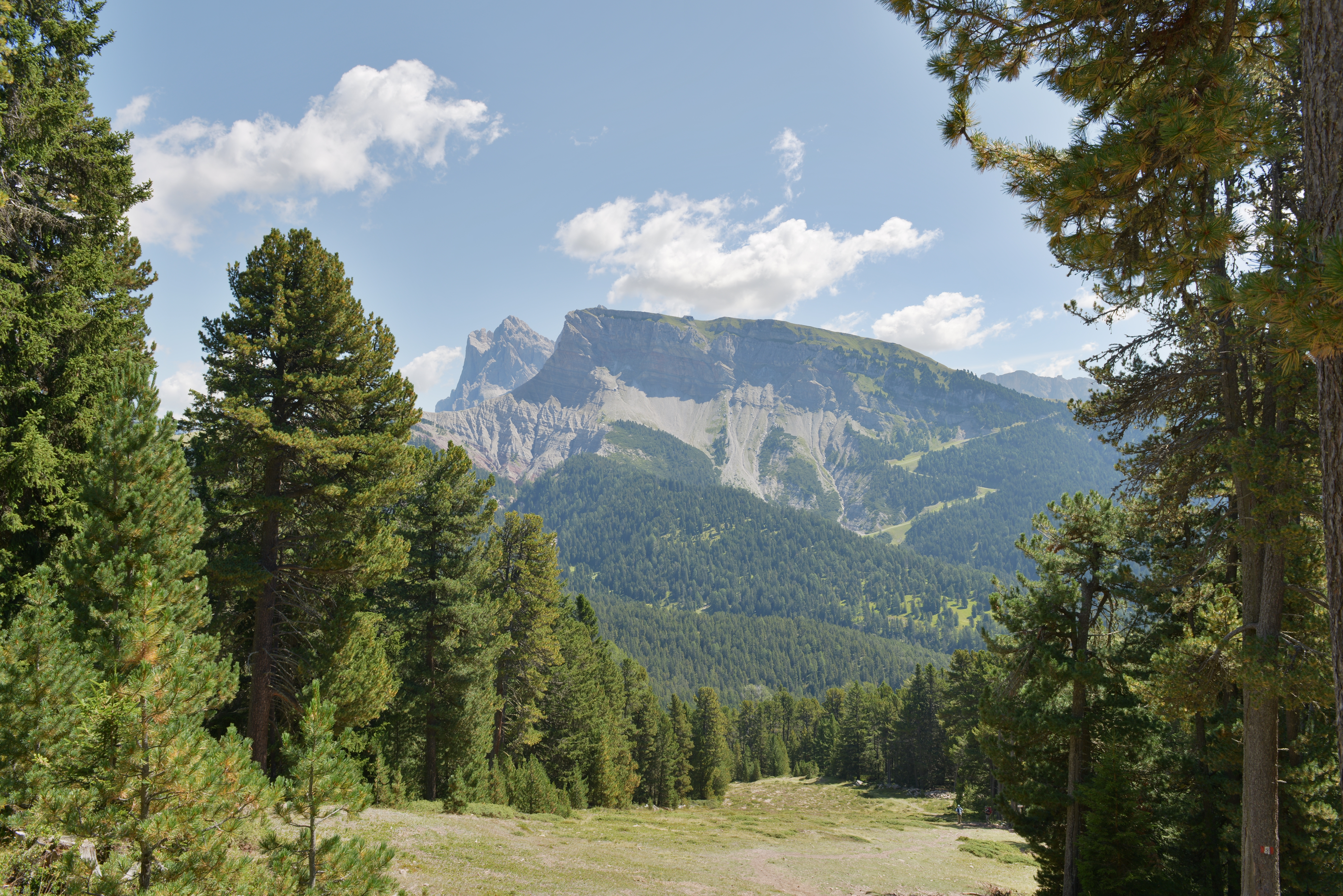
Claudia und Flavio reisen in die Schweiz, um ihren Leben gemeinsam ein Ende zu setzen

Claudia und ihr Ehemann Flavio haben drei erwachsene Kinder, leben in einer Wohnung voller Pflanzen und Bücher, und im Hof blühen Rosen. Doch die Idylle ist getrübt, denn bei Claudia wurde ein unheilbarer Hirntumor diagnostiziert. Deshalb haben die beiden den Entschluss gefasst, ihren Leben in der Schweiz gemeinsam ein selbstbestimmtes Ende zu setzen. Dort können sie dank der Hilfe eines Sterbehilfevereins selbst über Art und Zeitpunkt ihres Lebensendes entscheiden. Davor wird aber nach 40 Jahren Ehe nochmal geheiratet, wofür die ganze Familie anreist.
Als die Kinder von dem Plan ihrer Eltern erfahren, fallen die Reaktionen unterschiedlich aus. Ihre Tochter Violeta, die sich die letzten Jahren um die kranke Mutter gekümmert hat während ihre Geschwister Manuel und Lea ihre eigenen Leben leben konnten, sieht für sich durch den Suizid eine Möglichkeit gekommen, sich von der Verantwortung zu befreien.

## Produktion

### Filmstab und Besetzung
Regie führte der Katalane Carlos Marques-Marcet, der gemeinsam mit Coral Cruz und Clara Roquet auch das Drehbuch schrieb. Cruz war bei der Goya-Verleihung 2018 für das Drehbuch für den Film Zweifelhafter Ruhm nominiert. Roquet erhielt im Rahmen der Verleihung des Goya 2022 für ihr Drehbuch zum Film Libertad eine Nominierung für das beste Originaldrehbuch und wurde zudem als beste Nachwuchsregisseurin ausgezeichnet.
Es handelt sich bei Polvo serán um Marqués-Marcets vierten Spielfilm und sechsten Langfilm. Sein Spielfilmdebüt 10.000 km mit Natalia Tena, David Verdaguer und Sirius Flatz in den Hauptrollen wurde beim Europäischen Filmpreis 2014 als bester Erstlingsfilm nominiert. Marques-Marcets Liebesfilm Anker der Liebe mit Oona und Geraldine Chaplin und abermals Natalia Tena in den Hauptrollen, der größtenteils auf einem Londoner Hausboot spielt, kam im Juni 2017 in die deutschen Kinos.
Die Spanierin Ángela Molina und der Chilene Alfredo Castro spielen in den Hauptrollen Claudia und Flavio. Mònica Amirall spielt die noch zuhause lebende Tochter Violeta und Alvan Prado und Patricia Bargello deren Geschwister Manuel und Lea. Die Schweizer Schauspielerin Manuela Biedermann ist in der Rolle von Inger zu sehen. Die Südtirolerin Lissy Pernthaler spielt eine Ärztin.

### Filmförderung und Dreharbeiten
Der Film erhielt vom Schweizer Bundesamt für Kultur eine Förderung in Höhe von 300.000 Schweizer Franken, vom italienischen Kultusministerium in Höhe von 250.000 Euro, vom spanischen Instituto de la Cinematografía y de las Artes Audiovisuales in Höhe von 680.000 Euro und vom Catalan Institute of Cultural Enterprises in Höhe von etwa 163.000 Euro.
Die Dreharbeiten fanden von Ende Oktober bis Ende Dezember 2023 in den Gemeinden Kastelruth und St. Ulrich in Gröden in Südtirol in der Nähe der Seceda und im spanischen Barcelona statt. Der in der Schweiz lebende deutsche Kameramann Gabriel Sandru war zuletzt für Azor von Andreas Fontana, den Dokumentarfilm Who's Afraid of Alice Miller? von Daniel Howald, das Filmdrama Semret von Caterina Mona und den Science-Fiction-Film Electric Child von Simon Jaquemet tätig.

### Choreografie und Filmmusik
Die Choreografie übernahm der Spanier Marcos Morau, der Gründer der Tanzkompanie La Veronal. Morau war in der Vergangenheit unter anderem am Ballett Zürich, am Staatsballett Berlin, am Hessischen Staatsballett und am Ballet Nacional de España tätig.
Die Filmmusik komponierte die Spanierin Maria Arnal. Sie verbindet bei ihrer oft experimentellen Arbeit Elektro-Pop und traditionelle Musik. Für Polvo serán integrierte sie beispielsweise die Geräusche von Laubbläsern und Gartenscheren in ihre Musik.

### Veröffentlichung
Die Weltpremiere des Films fand am 7. September 2024 beim Toronto International Film Festival statt. Im Oktober 2024 wurde Polvo serán beim Valladolid International Film Festival gezeigt. Am 15. November 2024 kam der Film in die spanischen Kinos. Ebenfalls im November 2024 wurde er beim Internationalen Filmfestival Mannheim-Heidelberg und beim Cairo International Film Festival vorgestellt. Im Januar 2025 wurde der Film beim Tromsø International Film Festival gezeigt und im Februar 2025 beim Santa Barbara Film Festival. Anfang Mai 2025 wird er bei Crossing Europe gezeigt. Den internationalen Vertrieb übernahm Latido Films.

## Rezeption

### Kritiken
Von den bei Rotten Tomatoes aufgeführten Kritiken sind alle positiv.
Olivia Popp schreibt in ihrer Kritik im Online-Filmmagazin Cineuropa, Carlos Marques-Marcets Film fasziniere von den allerletzten Bildern bis weit in den Abspann hinein, und der Titel sei eine nicht ganz so subtile Anspielung auf die geplante Einäscherung des Paares.

### Auszeichnungen
Festa del Cinema di Roma 2024
- Nominierung als Bester Film in der Sektion Progressive Cinema (Carlos Marques-Marcet)
- Auszeichnung als Beste Schauspielerin mit dem Monica Vitti Award (Ángela Molina)[11]

Gaudí 2025
- Nominierung als Bester Hauptdarsteller (Alfredo Castro)
- Nominierung als Beste Hauptdarstellerin (Angela Molina)
- Nominierung für die Beste Regie (Carlos Marques-Marcet)
- Nominierung für das Beste Drehbuch (Coral Cruz, Clara Roquet und Carlos Marques-Marcet)
- Nominierung für die Beste Kamera (Gabriel Sandru)
- Nominierung für die Beste Filmmusik (Maria Arnal)
- Nominierung für den Besten Filmschnitt (Chiara Dainese)
- Nominierung für das Beste Szenenbild (Laia Ateca)
- Nominierung für die Besten Kostüme (Pau Aulí)
- Nominierung für das Beste Make-up und die besten Frisuren (Marta Xipell und Natàlia Albert)
- Nominierung für die  Beste Produktionsleitung (Andrés Mellinas und Mayca Sanz)
- Nominierung für den Besten Ton (Millor So)
- Nominierung für die Besten visuellen Effekte (Diana Cuyas)
- Nominierung als Bester nicht-katalanischer Film (Tono Folguera, Eugenia Mumenthaler, Carlos Marques-Marcet, Ariadna Dot, Giovanni Pompili, Coral Cruz, Clara Roquet und David Epiney)[12]

Goya 2025
- Nominierung als Bester Hauptdarsteller (Alfredo Castro)[13]

Toronto International Film Festival 2024
- Auszeichnung mit dem Platform Award (Carlos Marques-Marcet)

Valladolid International Film Festival 2024
- Auszeichnung mit dem Silver Spike
- Lobende Erwähnung der Schauspieler (Ángela Molina und Alfredo Castro)[14]